# طه دیاب
طه دیاب (عربی: طه دياب؛ زادهٔ ۲۳ ژوئیهٔ ۱۹۹۰) یک ورزشکار اهل سوریه است.
از باشگاه‌هایی که در آن بازی کرده‌است می‌توان به باشگاه ورزشی صفا، باشگاه فوتبال الاتحاد سوریه، باشگاه فوتبال الشرطه دمشق، باشگاه فوتبال نفط الجنوب، و تیم ملی فوتبال سوریه اشاره کرد.
وی همچنین در تیم‌های ملی فوتبال زیر ۲۰ سال سوریه سوریه بازی کرده است.